# Marie Tannæs
Marie Katharine Helene Tannæs, född den 19 mars 1854 i Kristiania (nuvarande Oslo), död den 20 februari 1939 i Köpenhamn, var en norsk målare.
Marie Tannæs var elev vid Tegneskolen i sin hemstad 1872-1875, senare av flera norska konstnärer samt 1885 och 1888 av Courtois, 1892 av Puvis de Chavannes i Paris. Hon vistades 1898 och 1902 i Italien och utställde första gången 1883 i Kristiania, senare på de flesta norska expositioner, i Paris 1889 och 1900, München 1901 samt på jubileumsutställningen i Kristiania 1914. Hon är representerad i statens konstmuseum och i de flesta andra norska museer samt i många utländska samlingar. Karl Vilhelm Hammer skriver i Nordisk familjebok: "Hennes bästa konst (företrädesvis landskapsbilder med motiv från öfvergången mellan höst och vår) röjer robust naturalism och sund lifs- och naturglädje".